# Astrid Kirchherr
Astrid Kirchherr, född 20 maj 1938 i Hamburg, död 12 maj 2020 i Hamburg, var en tysk fotograf och konstnär bosatt i Hamburg som tog många tidiga bilder på The Beatles i början av 1960-talet innan deras karriär tog fart.
Kirchherr levde ihop med Beatles dåvarande basist Stuart Sutcliffe. Hon var även ansvarig för den frisyr med framåtkammat hår som var populär i de konstnärliga kretsar hon umgicks i; hon testade den först på Sutcliffe, som blev tråkad av de andra i gruppen men snart följde de andra efter. Kirchherr sågs av de övriga grupperna från Liverpool som något av en stilikon.
Astrid Kirchherr var även delaktig som inspiratör till filmen Backbeat (1994). Hon fortsatte att hålla kontakten med de övriga i gruppen efter Sutcliffes död.